# 拉欣 (魁北克)
拉欣（法語：Lachine，發音：[laʃin]）是加拿大魁北克省蒙特利尔的一个区，在2002年以前是自治市。

## 歷史
拉欣最早是新法蘭西殖民地時期探險家拉薩勒的封地，來自於法語，意思是「中國」。